# Brian Uriarte
Brian Uriarte (Bezana, Cantabria, España; 11 de agosto de 2008) es un piloto de motociclismo español. Fue participante de la Motogp Rookies Cup en la edición 2024quedando subcampeón en su temporada inaugural. En la actualidad, sigue compitiendo en la RedBull Rookies Cup además de competir en el FIM JuniorGP con el equipo Seventytwo ArtBox Racing Team.
El número 51 que lleva en su moto hace referencia a las letras "r" e "i" en su nombre, en ocasiones escribiendo este último como "B51AN", normalmente acompañado de un corazón en arte de píxel.

## Trayectoria
En 2021 Emilio Alzamora fichó por Team Estrella Galicia 0,0 para participar en la European Talent Cup de ese año, participó en las 11 carreras celebradas, quedando 4.º en la clasificación, con una victoria en el circuito de Valencia.
En 2022 repitió equipo y categoría, haciendo lo mismo en 2023, año en el que ganó 3 carreras e hizo pole position en Estoril, terminando 3.º en el campeonato.
Fue confirmado como piloto de la Motogp Rookies Cup a principios del año 2024, uniéndose al campeonato ese mismo año, mantuvo una consistencia alta, manteniéndose en podio en varias carreras y clasificando como tercero en la mayoría de ocasiones, esta consistencia encadenada con sus victorias le hicieron conseguir 230 puntos para quedarse a escasos dos puntos de Alvaro Carpe en la clasificación, terminando como subcampeón en la última carrera.
Ante la posibilidad de convertirse en el tercer piloto de la categoría en conseguir el campeonato en el primer intento Brian piensa que podría haber dado más y quedar por delante de Carpe, esto debido a errores como su mal fin de semana en Spielberg donde perdió varias posiciones al final de la primera carrera y cayó en la segunda relegándole a la 13.ª posición mientras su rival quedaba en segunda posición en ambas ocasiones.
En 2024 también fue confirmado como piloto de Seventytwo ArtBox Racing Team -también siendo una adición al equipo por parte de Emilio Alzamora- para debutar en la FIM Junior GP.

## Resultados

### European Talent Cup
(Carreras en negrita indica pole position, carreras en cursiva indica vuelta rápida)
| Temp. | 1 | 2 | 3 | 4 | 5 | 6 | 7  | 8 | 9 | 10  | Pos. | Pts. |
| ----- | - | - | - | - | - | - | -- | - | - | --- | ---- | ---- |
| 1     | 1 | 8 | 2 | 2 | 1 |   | 16 | 2 | 4 | Ret | 3.º  | 156  |

### Red Bull Motogp Rookies Cup
(Carreras en negrita indica pole position, carreras en cursiva indica vuelta rápida)
| Temp. | 1     | 2      | 3     | 4       | 5     | 6     | 7     | 8     | 9     | 10     | 11    | 12    | 13    | 14    | Pos. | Pts. |
| ----- | ----- | ------ | ----- | ------- | ----- | ----- | ----- | ----- | ----- | ------ | ----- | ----- | ----- | ----- | ---- | ---- |
| 2024  | JER 6 | JER 3  | LMS 5 | LMS 1   | MUG 2 | MUG 2 | ASS 1 | ASS 4 | RBR 6 | RBR 13 | ARA 3 | ARA 2 | RSM 1 | RSM 3 | 2.º  | 230  |
| 2025  | JER 1 | JER 20 | LMS 1 | LMS DNF | MUG   | MUG   | ASS   | ASS   | RBR   | RBR    | ARA   | ARA   | RSM   | RSM   | 3.º  |      |